# Politica razziale nella Germania nazista
La politica razziale nella Germania nazista si sostanzia nelle specifiche scelte e leggi adottate dalla Germania nazista in materia razziale: esse postulavano la superiorità della "razza ariana" e comportarono una serie di misure discriminatorie, soprattutto nei confronti della popolazione ebraica.
Queste politiche affondano le proprie radici nell'epilogo della prima guerra mondiale, quando le fazioni nazionaliste tedesche, irritate e deluse dalla sconfitta subita, attribuirono la cosiddetta "pugnalata alle spalle" (in tedesco: Dolchstoßlegende) della Germania da parte di forze esterne (principalmente pacifisti, socialdemocratici, massoni e comunisti). Il nascente partito nazionalsocialista fece leva su questo sentimento per la propria pubblicità politica e successivamente, assunto il potere, lo istituzionalizzò attraverso la pubblicazione delle leggi di Norimberga e l'apertura di campi di concentramento.

## Prima della seconda guerra mondiale
La politica razziale nazista si evolse progressivamente negli anni compresi tra il 1933 e il 1939. Il partito nazista divenne sempre più radicale nelle sue posizioni per il trattamento delle minoranze in Germania, in special modo nei confronti degli ebrei. La base del pensiero nazista era l'idea di una società suddivisa in categorie: la Volksgemeinschaft (comunità popolare), che avrebbe dovuto costituire la futura ossatura sociale della Germania, e gli "indesiderabili". Si annoveravano in questa seconda categoria tutti gli individui di origine ebraica e gli zingari, ma anche alcuni cittadini tedeschi: i "lavativi", gli "asociali ereditari", e tutte le persone con disabilità mentali o fisiche.
Tra il 1933 e il 1934 la politica nazista si mantenne su toni abbastanza moderati per non allarmare elettorato e politici moderati. L'antisemitismo è un fenomeno antico, che certo trascende i confini tedeschi: il partito nazista utilizzò questo risentimento per aumentare i propri elettori. I nazisti accusavano gli ebrei di tutti i problemi della Germania: povertà, disoccupazione e la sconfitta nel primo conflitto mondiale. I tedeschi, inoltre, erano insoddisfatti del Trattato di Versailles che garantiva a Gran Bretagna e Francia il ruolo di uniche potenze imperiali europee. Nel 1933 le prime leggi contro gli ebrei vennero promulgate ma non furono scrupolosamente applicate, ed in ogni caso erano meno devastanti di quelle successive.
Il 1º aprile 1933 medici, negozianti ed avvocati di origine ebraica subirono il primo boicottaggio. Solo sei giorni dopo venne promulgata la legge di "ripristino dell'impiego nel pubblico servizio" che, di fatto, escludeva gli ebrei dall'impiego in ruoli al servizio dello Stato. Queste leggi significarono l'esclusione diretta ed indiretta da posti dirigenziali, che furono riservati viceversa ai tedeschi "ariani". Da allora gli ebrei dovettero lavorare in posizioni umili e sottoposte, comunque, a persone non ebree.
Il 2 agosto 1934 il presidente Paul von Hindenburg morì e non venne sostituito; da quel momento i poteri di cancelliere e presidente vennero assunti da Adolf Hitler che ebbe così un completo controllo sull'iter legislativo ed esecutivo, senza nessun timore di opposizioni. La Wehrmacht fu inoltre obbligata a prestare un giuramento di fedeltà direttamente alla persona del Führer, così pure attribuendo a Hitler il completo potere sull'esercito. Tale complesso di circostanze permise a Hitler di aumentare in breve l'oppressione sugli ebrei tedeschi.

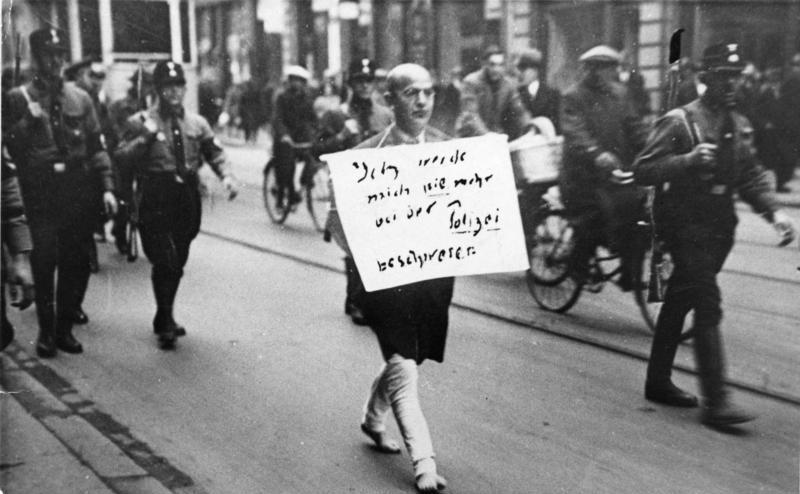
Monaco 10 marzo 1933, Michael Siegel avvocato ebreo, costretto a marciare per strada, da un drappello di SS, a piedi scalzi, testa rasata, senza pantaloni ed obbligato a portare un cartello con la scritta: "Non mi lamenterò più con la polizia"

Dopo la Notte dei lunghi coltelli, nel 1934, le SS (che tra l'altro costituivano la guardia “personale” del Führer) divennero il potere politico dominante in Germania. il Reichsführer Heinrich Himmler e la sua organizzazione, molto più efficiente delle precedenti SA, furono molto attivi nell'assecondare la politica antisemita di Hitler che poté assumere un controllo ancora maggiore sul governo e la popolazione tedesca, godendo, del resto, del pieno sostegno anche da parte dell'esercito regolare.
Nel 1935 la persecuzione nei confronti degli ebrei subì un'accelerazione. Nel maggio 1935 gli ebrei vennero banditi dall'esercito e, nell'estate dello stesso anno, la propaganda nazista anti-ebraica apparve nei negozi e nei ristoranti tedeschi con i famigerati cartelli "vietato l'ingresso agli ebrei".
Il 15 settembre 1935 vennero promulgate le leggi di Norimberga.
Nel corso del 1936 gli ebrei vennero banditi da tutte le professioni: in tal modo, fu loro efficacemente impedito di esercitare una qualche influenza in politica, nella scuola e nell'industria. Di conseguenza, gli ebrei non poterono in nessuna maniera reagire alle azioni antisemite, per esempio ricorrendo a pressioni economiche o politiche sul partito nazista.
Nel 1937-1938 vennero emanate nuove leggi che penalizzarono finanziariamente gli ebrei a causa delle loro origini. A partire dal 1º marzo 1938 il governo tedesco non stipulò più contratti con aziende appartenenti ad ebrei e dal 30 settembre dello stesso anno solo dottori "ariani" poterono curare i tedeschi "ariani". La cura dei pazienti ebrei era, di fatto, già impedita dalle precedenti leggi che escludevano i medici ebrei dalla professione.
Il 17 agosto 1938 gli ebrei furono obbligati ad aggiungere "Israel" o "Sarah" al loro nome. Il 15 novembre i bambini ebrei vennero esclusi dalle scuole pubbliche. Dall'aprile 1939 tutte le imprese ebree erano ormai fallite a seguito della pressione finanziaria e al calo dei profitti, o erano state persuase a cedere la propria attività al governo nazista.
Il 7 novembre 1938 Herschel Grynszpan, un giovane ebreo polacco, per vendicare l'espulsione dei suoi genitori dalla Germania, sparò al diplomatico tedesco Ernst Eduard vom Rath all'ambasciata tedesca di Parigi. Joseph Goebbels, Gauleiter di Berlino e Ministro della propaganda tedesca, colse l'opportunità di ben figurare con Hitler ordinando una massiccia repressione a Berlino. Durante quella che venne chiamata Notte dei cristalli, squadre di SS compirono raid contro i negozi ebrei della città distruggendone le vetrate ed incendiando numerose sinagoghe. Nell'evento persero la vita circa 100 ebrei ed altri 20.000 vennero deportati verso i campi di concentramento che erano stati creati da poco. Molti cittadini tedeschi inorridirono nello scoprire la reale portata dei danni ed Hitler, temendo per la propria reputazione, diede ordine che ne fosse addossata la responsabilità agli ebrei. Essi furono (per giunta) obbligati ad un risarcimento collettivo di un miliardo di Reichsmark; la somma venne raccolta con la confisca del 20% della proprietà di ogni ebreo.
Nel 1933 circa 37.000 ebrei tedeschi lasciarono la Germania. Nel corso degli anni, fino al 1941 gli ebrei tedeschi che emigrarono furono circa 197,369 su 505.000 cittadini residenti nel paese prima del 1933. Gli ebrei austriaci lasciarono il paese dopo l'Anschluss del marzo 1938. Circa 62.958 emigrarono verso altri paesi e circa 400 arrivarono in Italia.

### Altri "non-ariani"
Nonostante le leggi naziste fossero principalmente dirette contro gli ebrei, altre etnie "non-ariane" furono colpite dal rigore della cosiddetta igiene razziale. Di particolare interesse per lo scienziato nazista Eugen Fischer fu una razza meticcia che aveva origine dai soldati di colore (truppe coloniali dell'Africa Occidentale) stanziati in Renania durante l'occupazione francese; oltretutto, queste persone rappresentavano per i nazisti il ricordo della sconfitta nella prima guerra mondiale. Fischer ne auspicò la sterilizzazione forzata per preservare la "purezza razziale" del popolo tedesco. Almeno 400 bambini renani meticci vennero sterilizzati entro il 1938 mentre altri 400 vennero deportati nei campi di concentramento. In effetti non ci fu mai alcun tentativo sistematico di eliminare la popolazione di colore dalla Germania, ma i matrimoni "misti" rimasero illegali.

## Leggi di Norimberga
Le leggi di Norimberga, promulgate nel 1935, impiegavano una base pseudo-scientifica per la discriminazione razziale nei confronti della comunità ebraica tedesca nel mirino razzista. Le persone con quattro nonni tedeschi vennero considerate di "sangue tedesco", mentre era considerato ebreo chi aveva tre o quattro nonni ebrei. Le persone con uno o due nonni ebrei erano considerate di "sangue misto". In mancanza di differenze esteriori percepibili, i nazisti stabilirono che, per determinare la razza originaria degli slavi, la fede religiosa praticata dagli stessi era sufficiente a qualificarli come ebrei, e quindi sub-umani. Nella conferenza di Wannsee, quando i nazisti misero in atto la Soluzione Finale, vennero confermati tali criteri discriminatori.

### Storia
Ad una conferenza di ministri tenuta il 20 agosto 1935 vennero discussi gli effetti economici sulla nazione, causati dalle violente azioni delle squadre d'azione naziste nei confronti delle attività ebraiche. Adolf Wagner, rappresentante del partito alla conferenza, sostenne che tali eccessi sarebbero terminati una volta che il governo avesse varato una chiara politica nei confronti degli ebrei.
Nel corso della conferenza, Hjalmar Schacht, Ministro dell'Economia, obiettò che arbitrari comportamenti del partito avrebbero impedito il suo lavoro di ricostruzione economica della Germania. Gli ebrei possedevano attitudini imprenditoriali che potevano essere utilmente sfruttate per migliorare la condizione economica della Germania. Schacht non prese posizioni di condanna morale e, semplicemente, propose di lasciar trascorrere la legislatura perché si chiarisse la situazione.
Il 15 settembre 1935, durante l'annuale congresso del partito a Norimberga, vennero annunciate due nuove leggi che per questo presero il nome di leggi di Norimberga. Entrambe le leggi appaiono, sul piano della tecnica legislativa, piuttosto improvvisate: gli esperti di "questioni ebraiche" del Ministero dell'Interno vennero frettolosamente rispediti a Norimberga in aereo.
- La prima legge, la legge sulla cittadinanza del Reich, negava agli ebrei la cittadinanza germanica. Gli ebrei non furono più considerati cittadini tedeschi (Reichsbürger), divenendo Staatsangehöriger (letteralmente «appartenenti allo Stato»). Questo comportò la perdita di tutti i diritti garantiti ai cittadini come, ad esempio, il diritto di voto.[13]

- La seconda legge, la legge per la protezione del sangue e dell'onore tedesco, proibiva i matrimoni e le convivenze tra "ebrei" (per la prima volta venne utilizzato esplicitamente il termine invece che il precedente "non-ariani") e "tedeschi" . La legge proibiva inoltre il lavoro di ragazze "tedesche" al disotto dei quarantacinque anni di età in famiglie "ebree".[13][15]

Uno dei maggiori autori dei commentari delle leggi di Norimberga fu Hans Globke che perfino dopo la guerra, sfuggendo ai processi di denazificazione (in quanto non iscritto al partito nazista), operò in qualità di Direttore della Cancelleria della Repubblica Federale di Germania tra il 1953 ed il 1963 divenendo uno dei più stretti collaboratori del cancelliere Konrad Adenauer. Per i suoi trascorsi la Svizzera e il Governo del Canton Ginevra respinsero la sua successiva richiesta di domicilio.

## La seconda guerra mondiale
Nel Governatorato Generale nel 1940 la popolazione venne divisa in differenti gruppi a cui corrispondevano diversi diritti, differenti razioni di cibo, e – di converso – zone cittadine di residenza e pubblici trasporti e ristoranti vietati. La lista seguente è un elenco dei gruppi in ordine di privilegio decrescente:
- Reichdeutsche - tedeschi etnici di nazionalità tedesca
- Volksdeutsche - tedeschi etnici di nazionalità non tedesca appartenenti alle categorie Volksliste I e II
- Volksdeutsche - tedeschi etnici di nazionalità non tedesca appartenenti alle categorie Volksliste III e IV
- Ucraini
- Goralenvolk - polacchi che i tedeschi considerarono parte della "razza ariana"
- Polacchi
- Ebrei

La decisione di procedere con la Endlösung ("soluzione finale") fu presa da gerarchi nazisti durante la Conferenza di Wannsee nella omonima cittadina il 20 gennaio 1942.